# جان گیل (بازیکن فوتبال)
جان گیل (انگلیسی: John Gayle؛ زادهٔ ۳۰ ژوئیهٔ ۱۹۶۴) بازیکن فوتبال اهل بریتانیا است.
از باشگاه‌هایی که در آن بازی کرده‌است می‌توان به باشگاه فوتبال تاموورث، باشگاه فوتبال استوک سیتی، باشگاه فوتبال برتون آلبیون، باشگاه فوتبال استراتفورد تاون، باشگاه فوتبال والسال، باشگاه فوتبال تورکی یونایتد، باشگاه فوتبال گیلینگام، باشگاه فوتبال اسکانتورپ یونایتد، باشگاه فوتبال کاونتری سیتی، باشگاه فوتبال بیرمنگام سیتی، باشگاه فوتبال ویمبلدون، باشگاه فوتبال آلوچورچ، باشگاه فوتبال نورث‌همپتون تاون، باشگاه فوتبال برنلی، و باشگاه فوتبال شروزبری تاون اشاره کرد.